# In Liebe lassen
In Liebe lassen (Originaltitel: De son vivant) ist ein französisch-belgisches Filmdrama von Emmanuelle Bercot aus dem Jahr 2021. Der Film über einen Krebspatienten, der lernen muss, seinen unausweichlichen Tod zu akzeptieren, feierte am 10. Juli 2021 seine Premiere im Rahmen der 74. Internationalen Filmfestspiele von Cannes, wo er außerhalb des Wettbewerbs lief.

## Handlung
Der 39-jährige Schauspiellehrer Benjamin hat Bauchspeicheldrüsenkrebs. Mit seiner Mutter Crystal sucht er den Onkologen Dr. Eddé auf, von dem er sich eine Behandlung mit Heilungschancen erhofft. Der renommierte Arzt erklärt ihm jedoch, dass sein Krebs unheilbar sei, und empfiehlt ihm eine Chemotherapie, die sein Leben verlängern und eine Verbesserung seiner Lebensqualität bewirken würde. Eine Chemo lehnt Benjamin jedoch ab. In einer anderen Klinik lässt er sich vergeblich einer Behandlung in einer Dekompressionskammer unterziehen, die ihm seine Mutter bezahlt, ist Chrystal doch entschlossen, alles zu versuchen, was ihrem Sohn das Leben retten könnte. Dr. Eddé kann Benjamin schließlich zu einer sanften Chemo überreden, bei der er seine Haare nicht verliert. Er habe jedoch nur noch etwa sechs bis zwölf Monate zu leben.
Benjamin gibt weiterhin Schauspielunterricht und bereitet seine Schüler auf ihre Abschlussprüfung vor. Dr. Eddé, dem es wichtig ist, dem Krankenhauspersonal in regelmäßigen Gesprächsrunden humanistische Denkanstöße zu geben und zusammen zu musizieren, betont immer wieder, wie wichtig es sei, dem todkranken Patienten die Erlaubnis zum Sterben zu geben. Dafür, dass er auch Tangotänzer auf der Krebsstation auftreten lässt, hat Chrystal nur wenig Verständnis. Benjamin ist mit einer Lungenembolie im Krankenhaus. Sie fühlt sich hilflos und leidet darunter, den baldigen Tod ihres Sohnes vor Augen zu haben. Dr. Eddé ermutigt sie, ihrem Sohn weiter beizustehen.
Wie sich herausstellt, hat Benjamin mit der Australierin Melissa einen Sohn. Es besteht jedoch kein Kontakt zwischen ihnen. Chrystal ruft Melissa an und teilt ihr mit, dass Benjamin todkrank sei. Sein Sohn Léandre entschließt sich, nach Frankreich zu reisen und seinen Vater zu besuchen. Nachdem er sich beim Unterricht mit seinen Schülern übergeben hat, muss Benjamin erneut ins Krankenhaus. Sein Darm erholt sich zwar, doch muss die Chemo beendet werden, da sie keine Wirkung mehr zeigt. Dr. Eddé beschwört ihn, persönliche Dinge zu klären, um in Frieden sterben zu können. Benjamin gibt jedoch vor, dass es nichts zu klären gebe. Seiner Mutter gegenüber gibt er sich abweisend, weil er mit 19 auf ihr Eingreifen hin seinen Sohn nicht anerkannt hat.
Benjamins Schauspielschülerin Lola sucht ihn im Krankenhaus auf, um mit ihm einen Dialog aus dem Sommernachtstraum für ihre Prüfung zu üben. Gegenüber der Krankenschwester Eugénie gesteht Benjamin danach, in seinem Leben gescheitert zu sein und nun sterben zu müssen, ohne je richtig gelebt zu haben. Eugénie versucht, ihn zu trösten, und beginnt ebenfalls zu weinen. Sie küsst ihn und lässt ihre Hand unter seine Decke wandern. Als Chrystal ihren schlafenden Sohn besucht, nimmt sie ihn in die Arme und wiegt ihn wie ein Baby. Dr. Eddé nimmt derweil Léandre Blut ab, das Benjamin mehr Energie liefern könnte. Léandre kann sich jedoch nicht überwinden, seinem Vater persönlich gegenüberzutreten. Benjamin lässt schließlich einen Notar kommen, um seinen Sohn anzuerkennen und ihn als Erben einzusetzen. Seinen Schülern lässt er von seiner Mutter ausrichten, dass er an sie glaube und sie ohne Angst ihren Träumen nachgehen sollen.
Als es Benjamin immer schlechter geht, bittet ihn Chrystal um Verzeihung, wollte sie ihn doch auch damals schon nicht verlieren. Benjamin verabschiedet sich von ihr mit tröstlichen Worten, die ihm Dr. Eddé mit auf den Weg gegeben hat. Bevor er über das Wochenende verreist, verabschiedet sich Dr. Eddé von Benjamin. Eugénie, die anschließend ihn streichelnd an seiner Seite weilt, lässt ihn wissen, dass das Blut seines Sohnes durch seine Adern fließe, ehe auch sie mit einem Kuss Lebewohl sagt. Als Benjamin im Sterben liegt, bittet Chystal den Musiktherapeuten William, für ihren Sohn das Lied Nothing Compares 2 U auf seiner Gitarre zu spielen. Es verband Benjamin mit Melissa. Chystal verlässt das Krankenzimmer, um sich kurz frisch zu machen. Als sie zurückkommt, ist Benjamin tot. Léandre war in der Zwischenzeit in das Zimmer gekommen. Er und Chrystal fassen sich an den Händen, worauf Léandre beginnt, Nothing Compares 2 U zu singen. Dr. Eddé erfährt unterwegs von Benjamins Tod, und dass dessen Sohn bei ihm war.

## Hintergrund
Catherine Deneuve hatte zuvor bereits für die Filmdramen Madame empfiehlt sich (2013) und La tête haute (2015) unter der Regie von Emmanuelle Bercot vor der Kamera gestanden. In der Tragikomödie Die Familienfeier (2019) hatten sie zudem Mutter und Tochter gespielt. Auch für Benoît Magimel war es nach La tête haute und Die Frau aus Brest (2016) der dritte Film unter der Leitung von Bercot. In Liebe lassen wurde von Bercot speziell als Filmprojekt für Deneuve und Magimel konzipiert.
Für die Rolle des Dr. Eddé entschied sich Bercot, die häufig mit Laiendarstellern arbeitet, bewusst gegen einen erfahrenen französischen Schauspieler. Stattdessen besetzte sie die Rolle mit dem New Yorker Onkologen Gabriel A. Sara, dem medizinischen Leiter der Abteilung für Chemotherapie am Mount Sinai West Hospital, den Bercot 2016 in New York bei einer Aufführung ihres Films La tête haute kennengelernt hatte und von dessen Arbeit sich Bercot auch für Teile der Handlung und die Rolle des Dr. Eddé inspirieren ließ.
Während des Drehs in einem Krankenhaus in der Nähe von Paris erlitt Catherine Deneuve einen leichten Schlaganfall, weshalb die Dreharbeiten unterbrochen werden mussten. Bedingt durch die COVID-19-Pandemie und einen in Frankreich verhängten Lockdown im März 2020 wurden die Dreharbeiten um insgesamt acht Monate verzögert.

## Soundtrack
Die Filmmusik von Éric Neveux, der mit Emmanuelle Bercot bereits für La tête haute zusammengearbeitet hatte, wurde im November 2021 von Quartet Records mit insgesamt 18 Tracks digital veröffentlicht. Anfang Dezember 2021 erschien das Soundtrack-Album auch als limitierte LP. Im Film zu hörende Songs und Kompositionen sind zudem:
- Lean on Me von Bill Withers, gesungen von den Darstellern
- Play Bach (Suite pour orchestre No. 3 en ré majeur BWV 1068) von Johann Sebastian Bach / Jacques Loussier
- Bye Bye Love von Felice und Boudleaux Bryant, gesungen von den Darstellern
- El Choclo von Ángel Villoldo in der Version von Juan D’Arienzo
- Rhapsody in Blue von George Gershwin
- Tango des bois von Clément Ducol
- Unanimity von Joshua Redman (Live in Marciac)
- Go Down Moses, gespielt und gesungen von Clément Ducol
- Nothing Compares 2 U von Prince, gespielt und gesungen von Clément Ducol und Oscar Morgan
- Play Bach (Prelude No. 2 en ut mineur) von Johann Sebastian Bach / Jacques Loussier
- Voyage, voyage von Desireless in der Version von Soap&Skin

## Rezeption

### Veröffentlichung
Bei der Premiere in Cannes am 10. Juli 2021 war In Liebe lassen einer der umjubelsten Filme des Festivals. Die Rückkehr von Deneuve nach Cannes infolge ihres Schlaganfalls, von dem sich die Schauspielerin vollständig erholt hat, wurde dabei mit stehenden Ovationen begrüßt. In Frankreich kam der Film am 24. November 2021 in die Kinos, wo er von rund 166.000 Zuschauern gesehen wurde. Kinostart in Deutschland war der 20. Januar 2022. Im April 2022 erschien die deutsche DVD.

### Kritiken
Guy Lodge von Variety attestierte Benoît Magimel und Catherine Deneuve starke Darstellungen, doch sei es der im Film als Laiendarsteller auftretende Arzt Gabriel Sara, der in seiner Rolle als er selbst herausrage und der Geschichte sowohl eine „wohlwollende Wärme“ verleihe als auch einen von Erfahrung geprägten „scharfsichtigen Blick“ auf die Rolle eines Mediziners werfe, der einen Patienten beim Sterben begleite. Saras Pragmatismus stehe dabei einem Drehbuch gegenüber, das seine Hauptfigur mit Nebenhandlungen wie einer Vaterschaft und einer „albernen“ Romanze überfrachte, die sich zwischen Magimel und Cécile de France in einer undankbaren und unglaubwürdigen Rolle als Krankenschwester anbahne und mitunter an „puren Kitsch“ grenze. Dem Zuschauer werde generell viel Toleranz für Sentimentalitäten abverlangt. Auch sei der Film schonungslos in seiner Emotionalität, was zwangsläufig an den entsprechenden Stellen zu Tränen führe. Stille und einfache Momente des Films, etwa wenn Deneuve auf der Toilette ihr Haar und Make-up in Ordnung bringe, um sich mental für das Schlimmste zu wappnen, seien letztlich überzeugender und deutlich aussagekräftiger.
Birgit Roschy von epd Film bedauerte es, dass die Regisseurin nicht darauf verzichtet habe, „den geradlinigen Kurs ihres ergreifenden Dramas […] zugunsten einer kitschigen Nebenhandlung […] abzuändern“, auch wenn diese nicht ohne Wirkung bleibe. Die im Film „dokumentarisch anmutenden“ Gesprächsrunden zwischen Gabriel Sara und den Pflegekräften kämen „gelegentlich aufgesetzt“ daher. Patienten im wirklichen Leben könnten von so geduldigen und fürsorglichen Ärzten und Pflegern „nur träumen“. Darin, dass eine Krankenschwester aus Zuneigung zu ihrem Patienten sich diesem körperlich annähere, sah Roschy zudem „eine als Leidenschaft missverstandene Übergriffigkeit, die, wäre das Geschlechterverhältnis umgekehrt, zu Recht Empörung ausgelöst hätte“. Dennoch sei das Spiel der Hauptakteure „spannend“. Den „beiden einst göttlich schönen Stars als Matrone und ausgezehrter Kranker“ zuzusehen, habe „seine eigene Melancholie“ – auch angesichts Deneuves während des Drehs erlittenen Schlaganfalls. Dass der Schauspielunterricht mit Szenen über Abschied und Tod die Haupthandlung widerspiegle – darin „findet der Film […] zu sich selbst“ und „wird die ärztliche Pädagogik von einem poetischen Überschwang abgelöst, der dem Skandal des Todes angemessener scheint“.
Das Lexikon des internationalen Films sprach von „anrührenden schauspielerischen Leistungen“ und einer „konsequenten filmischen Beobachtung des Sterbens“. Zum Ende hin übertreibe es der Film jedoch mit der Musik und „der Überhöhung wohlmeinender Gefühle“. Cinema schrieb, dass Bercot „auf ergreifende Weise“ dargelegt habe, „was es heißt zu sterben“. Wie viele andere Filme mit dem Thema Tod sei In Liebe lassen „eine Hymne auf das Leben“. Dass es Benjamin trotz des Gefühls, sein Leben nicht richtig ausgekostet zu haben, am Ende möglich sei, „friedlich Abschied zu nehmen“ sei „das Tröstliche dieses bewegenden Films“. Entstanden sei so „[e]in herzzerreißender Film von großer Wahrhaftigkeit“.

### Auszeichnungen
Im Jahr 2022 war der Film bei der Verleihung des französischen Prix Lumière in den beiden Kategorien Bester Film und Bester Darsteller (Benoît Magimel) nominiert. Magimel setzte sich schließlich durch und gewann den Preis. 2022 wurde er zudem mit dem César in der Kategorie Bester Hauptdarsteller ausgezeichnet.

## Deutsche Fassung
Die deutsche Synchronfassung wurde von der TaunusFilm Synchron in Berlin realisiert. Das Dialogbuch schrieb Manja Condrus, die Dialogregie führte Sabine Falkenberg.
| Rolle    | Darsteller        | Synchronsprecher      |
| -------- | ----------------- | --------------------- |
| Crystal  | Catherine Deneuve | Traudel Haas          |
| Benjamin | Benoît Magimel    | Viktor Neumann        |
| Dr. Eddé | Gabriel A. Sara   | Pierre Peters-Arnolds |
| Eugénie  | Cécile de France  | Tanja Geke            |
| Lola     | Lou Lampros       | Lena Schmidtke        |
| William  | Clément Ducol     | Dennis Herrmann       |
| Gladys   | Olga Mouak        | Kim Pfeiffer          |
| Notar    | Marc Fauveau      | Björn Bonn            |